# Robert Lee Yates
Robert Lee Yates, Jr. (nacido el 27 de mayo de 1952) es un asesino en serie estadounidense de Spokane, Washington. Desde 1996 hasta 1998, Yates asesinó al menos 16 mujeres, todas ellas eran prostitutas que trabajaban en "Skid Row" en E. Sprague Avenue. Yates también confesó dos asesinatos cometidos en Walla Wall en 1975 y un asesinato en 1988 cometido en el condado de Skagit. En 2002, Yates fue condenado por asesinar a dos mujeres en el condado de Pierce. Actualmente está condenado a muerte en la penitenciaría del estado de Washington.

## Asesinatos
Los asesinatos que Yates cometió entre 1996 y 1998 en Spokane, involucraban a prostitutas de "Skid Row" en el áre de E. Sprague Avenue. Yates solicitaba a las víctimas tener sexo con él (a menudo en su camioneta Ford de 1979),  luego las asesinaba y se deshacía de sus cuerpos en localidades rurales. Todas sus víctimas murieron de heridas de bala en la cabeza; ocho de los asesinatos fueron cometidos con un Raven .25, y un intento de asesinato fue vinculado con el mismo modelo de arma de fuego. Un detalle particularmente extraño de los asesinatos de Yates fue el caso de Melody Murfin, cuyo cuerpo fue enterrado justo afuera de la ventana de la habitación de la casa de Yates.
El 1 de agosto de 1998, Yates recogió a la prostituta Christine Smith, que se las arregló para escapar después de ser disparada, asaltada y robada. El 19 de septiembre de 1998, se le pidió a Yates una muestra de ADN para la policía de Spokane después de ser detenido; se negó, diciendo que era demasiado extremo una solicitud para un "hombre de familia."

## Víctimas
| Nombre                  | Fecha del descubrimiento |
| ----------------------- | ------------------------ |
| Patrick Oliver          | 13 de julio de 1975      |
| Susan Savage            | 13 de julio de 1975      |
| Stacy E. Hawn           | 28 de diciembre de 1988  |
| Patricia Barnes         | 25 de agosto de 1996     |
| Shannon Zielinski       | 14 de junio de 1996      |
| Heather Hernández       | 26 de agosto de 1997     |
| Jennifer Joseph         | 26 de agosto de 1997     |
| Darla Scott             | 5 de noviembre de 1997   |
| Melinda Mercer          | 7 de diciembre de 1997   |
| Shawn Johnson           | 18 de diciembre de 1997  |
| Laurie Wason            | 26 de diciembre de 1997  |
| Sunny Oster             | 8 de febrero de 1998     |
| Linda Maybin            | 1 de abril de 1998       |
| Melody Murfin           | 12 de mayo de 1998       |
| Michelyn Derning        | 7 de julio de 1998       |
| Connie LaFontaine Ellis | 13 de octubre de 1998    |